# Yann Arthus-Bertrand

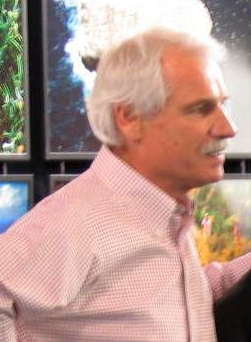
Yann Arthus-Bertrand (2006)

Yann Arthus-Bertrand (Parijs, 13 maart 1946) is een Franse fotograaf, journalist en ecoloog.

## Jeugd
Hij wordt geboren in een juweliersfamilie. Al vroeg toont hij interesse voor de natuur en dieren. In 1963 begint hij op 17-jarige leeftijd aan een filmcarrière: eerst als realisatie-assistent en later als acteur. Zo speelt hij naast Michèle Morgan in Dis-moi qui tuer van Étienne Périer in 1965 en in OSS 117 prend des vacances van Pierre Kalfon in 1970.
Hij verlaat de filmwereld en start de dierentuin Saint-Augustin in het midden van Frankrijk.

## Fotografische carrière
In 1976 trouwt hij op dertigjarige leeftijd en trekt met zijn echtgenote Anne naar Kenia. Daar verblijft hij in het nationaal Masai Mara Park waar hij gedurende drie jaar een leeuwenfamilie observeert. Dagelijks maakt hij foto's van deze leeuwenfamilie en ontdekt zo zijn passie voor de fotografie. Hij trekt geregeld de luchtballon in om de omgeving vanuit de lucht te verkennen en maakt zo zijn eerste luchtfoto's.
In 1981 keert hij terug naar Frankrijk en publiceert het fotoboek Leeuwen in 1983 . Hij wordt journalist, reporter en fotograaf, gespecialiseerd in grote reportages rond de thema's sport, natuur, dieren en luchtfotografie. Deze foto's verkoopt hij aan National Geographic, Paris-Match en Géo. Hij verslaat 10 rally's van Parijs-Dakar, geeft jaarlijks een boek uit over het toernooi Roland-Garros en fotografeert de internationale landbouwsalon in Parijs. Hij maakt ook foto's van natuurliefhebbers met een visie zoals Diane Fossey en haar berggorilla's in Rwanda.

## Ecologische visie
In 1991 richt hij het agence Altitude op, het eerste agentschap dat een fotobank aanlegt van luchtfoto's. Deze fotobank bevat in 2006 300.000 luchtfoto's, genomen tijdens meer dan 3000 vluchturen waarbij meer dan honderd landen werden overvlogen.
In 1994 begint hij onder het peterschap van de Unesco een inventaris aan te leggen van de mooiste landschappen gezien vanuit de lucht. Deze inventaris krijgt de titel La Terre vue du ciel (de Aarde bekeken vanuit de hemel) met als credo: Getuigen van de schoonheid van de Aarde en proberen de Aarde te beschermen. Van zijn boek met dezelfde titel worden meer dan 3 miljoen exemplaren verkocht in 24 talen.
Op 1 juli 2005 richt hij de ecologische associatie GoodPlanet op en hij start een actie onder de naam Action Carbone, waarmee hij de verontreiniging door zijn eigen luchtfotografie wil compenseren. Deze actie financiert projecten die zich richten op hernieuwbare en duurzame energie en herbebossing.
Op 31 mei 2006 werd hij benoemd Officier in het Franse Legioen van Eer en hij werd, samen met Lucien Clergue, een van de eerste twee fotografen die lid worden van de sectie fotografie van de Académie des Beaux-Arts de l'Institut de France.
Er wordt ook een tentoonstelling georganiseerd waarop zijn foto's in groot formaat worden getoond. Deze tentoonstelling La Terre vue du Ciel vindt plaats in meerdere steden, waaronder aan de hekken van de Jardin du Luxembourg in Parijs en ook in Lyon, Rouen en Montreal.
In 2006 organiseert hij een pedagogisch project Duurzame ontwikkeling, waarom?, samen met diverse Franse ministeries. Een tentoonstelling van 22 luchtfoto's op posterformaat wordt ter beschikking gesteld van alle Franse scholen. Deze tentoonstelling wordt in 2007 herhaald, ditmaal met als thema biodiversiteit.
In oktober 2006 wordt de eerste aflevering van de natuurdocumentairereeks Vu du Ciel uitgezonden op de Franse televisiezender France 2. De reeks wordt in Vlaanderen op Eén uitgezonden onder de naam De Aarde vanuit de hemel. Het derde seizoen kwam in Frankrijk en Vlaanderen in 2010 op het scherm.
Het Warandepark in Brussel ontvangt de tentoonstelling De Aarde vanuit de hemel van 4 april tot 27 juni 2007.